# أل بينتون
أل بينتون (بالإنجليزية: Al Benton) هو لاعب كرة قاعدة أمريكي، ولد في 18 مارس 1911 في نوبل في الولايات المتحدة، وتوفي في 14 أبريل 1968 في لينووود في الولايات المتحدة.

## وصلات خارجية
- أل بينتون على موقعبيزبول رفرنس.كوم (الدوري الرئيسي) (الإنجليزية)
- أل بينتون على موقعبيزبول رفرنس.كوم (الدوري الثانوي) (الإنجليزية)
- أل بينتون على موقع مشجعي الرسوم البيانية (الإنجليزية)